# Julia Alba
Julia María Alba Alarcó  (Sevilla, 30 de mayo de 1972) es una atleta española retirada. Participó en los Juegos Olímpicos de Sídney 2000. 

## Biografía
Comenzó a practicar deporte en el Colegio Santo Ángel de la Guarda. Primero baloncesto, en el Club Bentomiz de Pino Montano y más tarde en el Colegio La Milagrosa, en Segunda División Nacional. Con la llegada a la universidad, abandonó el baloncesto para comenzar Arquitectura Superior en la Universidad de Sevilla.
Con 18 años comienza a practicar atletismo, apoyada por su hermano y el técnico Ángel Moreno Díaz. Fue la primera y única corredora sevillana en participar en los Juegos Olímpicos de Sídney 2000.
En 2005, anunció su retirada del atletismo para  comenzar a ejercer como arquitecta.

## Trayectoria[2]
- 1992 Chapín Mobil Jerez
- 1993 - 1994 Alcampo San Pablo
- 1995 AD Docente María
- 1996 Atlético San Pablo
- 1997 - 1999 Chapín Jerez
- 2000 - 2005 Valencia Terra i Mar.

## Palmarés[3]
- Campeona España 400 m en 2001, 2002, 2003 y 2004
- Medalla Bronce, 200 m, Campeonato Iberoamericano 2000
- Medalla Plata 4x400 m., Campeonatos Iberoamericanos 2004
- 17.º puesto, 4x400 m., Juegos Olímpicos Sídney 2000
- Medalla de Oro en los Juegos Mediterráneos Almería 2005. Categoría 4 x 400 m